# 3173 McNaught
3173 McNaught è un asteroide della fascia principale. Scoperto nel 1981, presenta un'orbita caratterizzata da un semiasse maggiore pari a 2,2036956 UA e da un'eccentricità di 0,2106402, inclinata di 7,79732° rispetto all'eclittica.
L'asteroide è dedicato all'astronomo scozzese/australiano Robert H. McNaught.